# Bisko
Bisko är ett samhälle i Kroatien.   Det ligger i länet Dalmatien, i den sydöstra delen av landet, 250 km söder om huvudstaden Zagreb. Bisko ligger 310 meter över havet och antalet invånare är 395.
Terrängen runt Bisko är kuperad. Runt Bisko är det glesbefolkat, med 19 invånare per kvadratkilometer. Närmaste större samhälle är Solin, 15,7 km väster om Bisko. Omgivningarna runt Bisko är en mosaik av jordbruksmark och naturlig växtlighet.